# Szabó Eszter
Szabó Eszter (Gyula, Magyarország, 1982. május 28. –) magyar énekesnő, szövegíró. A TV2 Megasztár című tehetségkutatójában tűnt fel 2005-ben. Eszter nemcsak hírnevet szerzett a műsorral. Itt ismerte meg párját, a szintén döntőbe jutott Kontor Tamást.
Szabó Eszter „civilben” reklámgrafikus és webdesigner. Vőlegényével, Kontor Tamással és két kisfiukkal, Edvin Rómeóval és Armanddal élnek Gyulán. Két testvére van.
Eszter a Megasztár 3. szériájában a 4. helyezést érte el. Saját zenekarában Benedek Tamás dobol, a szintén a Megasztár 3-ból ismert Sudár Anita basszusgitáron játszik, Borsodi László gitározik. Szabó Eszter szövegíróként is tevékenykedik: 2 dalt írt Keresztes Ildikónak (A nevem; Adj valamit).

## Albumok
Eddig három önálló lemeze jelent meg: A Rock 'n' Roll én vagyok (2006) és a Minden rendes úrilány (2007) és a Colorpop! (2009).
A Rock 'n' Roll én vagyok (2006)
Miután a Megasztár meghozta neki a várva várt országos népszerűséget, decemberre babát várt. 
Élete első - a zenei élet szempontjából meghatározó jelentőségű - albumán nem elsősorban az anyaság érzése foglalkoztatta. Meglepően nyers, néha kissé szemtelen hangvételű albuma október elején látott napvilágot. Az anyag első dala (melynek zenéjét Kontor Tamás, szövegét Eszter alkotta meg) születendő gyermekük számára íródott, felkészítendő az új jövevényt az élet várható és váratlan viszontagságaira.
- Cím: A Rock 'n' Roll én vagyok
- Megjelent: 2006. október 11.
- Kiadó: EMI
- Stílus: rock, pop
- Időtartam: 40:50
- Számok:

1. A Rock’n ‘ Roll én vagyok!
2. Égi jel
3. Égi jel [gospel outro]
4. Szerelemháború
5. Ne félj!
6. Épp olyan, mint én
7. Üdvözöllek itthon
8. Hé, bolond!
9. Szavak helyett
10. Másnap reggel
11. …hogy Te is szeretni tudj
12. Új dal
13. Proud Mary
14. A Rock’n ‘ Roll én vagyok! [remix]

Minden rendes úrilány (2007)
Szabó Eszter második szólólemezére a művésznő ‘karcos’ hangjához leginkább illő dalok kerültek. A válogatásalbum a századeleji kávézók varázsával átitatott, a dalok mintha a régmúltban lettek volna rögzítve, mégis érződik rajtuk a fiatalos lendület. A művésznő kedvenc slágerei mellett új dalok is gazdagítják az albumot.
- Cím: Minden rendes úrilány
- Alcím: Válogatás régi idők dalaiból
- Megjelent: 2007. november 25.
- Kiadó: EMI
- Stílus: filmbetétdal, pop, rock
- Időtartam: 46:33
- Számok:

1. Minden rendes úrilány
2. Pá, kisaranyom
3. Szervusz, Te vén kujon
4. Minden csak komédia (feat. Pribojszki Mátyás)
5. Minden csak komédia (outro)
6. Egy kis édes félhomályban
7. Szerelemhez nem kell szépség (feat. KGB)
8. Egy kicsit fájni fog
9. Köszönöm, hogy imádott (feat. Bényei Tamás - Hot Jazz Band)
10. Odavagyok magáért
11. Engem nem lehet elfelejteni
12. Záróráig mindig van remény
13. Nem kell virág
14. Meglátják az istenek
15. Néha senki vagyok
16. Pardonkérem, bocsánat
17. Minden csak komédia (remix)
18. Mi muzsikus lelkek (A CAPELLA)

Colorpop (2009)
- Cím: Colorpop
- Megjelent: 2009. augusztus
- Kiadó: szerzői, limitált kiadás
- Időtartam: 48:21
- Számok:

1. Kameraangyalok
2. Mesét írsz, világot
3. Égi jel 2009
4. Égig érő fák (feat.Farkas Zsófi)
5. Wordpeace - rakendroll
6. Nagy végtelen út
7. Hagyjatok élni!
8. Emi
9. Hungarian hopp- and - roll
10. Kisvirág (feat.Zalatnay Cini)
11. The way
12. Nobody's child
13. Rock this night!
14. A Rock'n Roll Én vagyok 2009

## Külső hivatkozások
- Hivatalos oldal
- Rajongói oldal
- Cikkgyűjtemény a Békés Megye Online-on